# Soiuz 12
Soiuz 12 (rus: Союз 12, Unió 12) va ser un vol de proves tripulat en 1973 efectuat per la Unió Soviètica de la nova nau espacial redissenyada Soiuz 7K-T que estava destinada a proveir una major seguretat a la tripulació arran de la tragèdia del Soiuz 11. El vol va marcar el retorn dels soviètics a les operacions espacials tripulades després de l'accident de 1971. La capacitat de tripulants en la càpsula va disminuir de tres a dos cosmonautes per permetre que els vestits espacials Sokol siguin usats durant el llançament, reentrada i acoblament. Va ser el primer cop que els vestits foren usats per a la reentrada des del vol del Voskhod 2.
Els cosmonautes Vassili Làzarev i Oleg Màkarov van estar dos dies a l'espai provant la nova nau.

## Tripulació
| Posició         | Cosmonauta                          | Cosmonauta                          |
| --------------- | ----------------------------------- | ----------------------------------- |
| Comandant       | Vassili Làzarev Primer vol espacial | Vassili Làzarev Primer vol espacial |
| Enginyer de vol | Oleg Màkarov Primer vol espacial    | Oleg Màkarov Primer vol espacial    |

### Tripulació de reserva
| Posició         | Cosmonauta       | Cosmonauta       |
| --------------- | ---------------- | ---------------- |
| Comandant       | Aleksei Gúbarev  | Aleksei Gúbarev  |
| Enginyer de vol | Gueorgui Gretxko | Gueorgui Gretxko |

### Tripulació en suport
| Posició         | Cosmonauta         | Cosmonauta         |
| --------------- | ------------------ | ------------------ |
| Comandant       | Piotr Klimuk       | Piotr Klimuk       |
| Enginyer de vol | Vitali Sevastiànov | Vitali Sevastiànov |

## Paràmetres de la missió
- Massa: 6720 kg
- Perigeu: 306 km
- Apogeu: 348 km
- Inclinació: 51,0°
- Període: 91,0 min